# Nathalie Fredholm
Maria Nathalie Fredholm, född 9 september 1990, är en svensk sångerska och skådespelare. Hon gick teaterlinjen på Viktor Rydberg Gymnasium Jarlaplan 2006–2009. 
Mellan 2016 och 2018 var hon en av de första som gick två år på Geijerskolan musikteaterlinje.

## Roller (urval)
- 1998–1999 – Kristina från Duvemåla – roll: Lill-Märta
- 2001–2003 – Carmen – roll: Lill-CarmenStockholm
- 2002 – Sune och hans värld (röst)
- 2006 – Den långa vägen hem – roll: Diane (huvudroll)
- 2007 – Frukost med Emma – roll: Bérte
- 2007 – Den röda mössan – roll: Elvira (huvudroll)
- 2009 – Tusen gånger starkare – roll: Hilda
- 2011 – Wiraspelen – roll: Kristina (huvudroll)
- 2012 – Wiraspelen - roll: Kristina (huvudroll)
- 2013 – Inför lyckta dörrar - roll: Inés Serrano Egen uppsättning med teatergruppen Teater Platanus
- 2013 - Sveriges radio Världshistorien i P1 - roller:Jean Donovan, Esra Abdel Fattah
- 2017 - Svartmon Produktion - Naima - roll: Präst